# Manota crinita
Manota crinita är en tvåvingeart som beskrevs av Heikki Hippa 2007. Manota crinita ingår i släktet Manota och familjen svampmyggor. Inga underarter finns listade i Catalogue of Life.